# Kosen Thibaut
Stéphane Kosen Thibaut (Nac. Stéphane Thibaut, París, Francia,1950) más conocido por su nombre de ordenación Kosen, es un roshi del Budismo Zen de la escuela Soto, discípulo de Taisen Deshimaru. 

## Biografía
Stéphane Thibaut nació en París, Francia, en 1950. Sus padres eran seguidores del escritor, filósofo y orador hindú Jiddu Krishnamurti. Siendo adolescente, Thibaut se sintió atraído por la corriente del hippismo y por el músico Bob Dylan. A los 19 años descubre la corriente del Zen transmitido de la mano de Taisen Deshimaru, apodado el "Boddhidharma de los tiempos modernos", quien se había establecido en Francia trayendo las enseñanzas del Budismo Zen de la escuela Soto desde Japón.
Stéphane se convierte en su discípulo, se afeita su melena de hippie y recibe la ordenación de monje Zen. Desde entonces dedicará su vida a la práctica y seguirá a su maestro hasta la muerte de este 15 años más tarde. 
Durante una entrevista, Kosen manifestó que siempre buscaba incorporar más conocimientos y ponerse en el rol del discípulo, ya que se consideraba un buen maestro pero un discípulo indisciplinado, motivo este último por el cual el mismo Deshimaru decidió darle un rol más jerárquico.
En 1984 el Maestro Niwa Zenji, la autoridad más alta del Zen Soto en Japón, le da la transmisión (shiho) y se convierte en el 83° sucesor del Buddha Shakyamuni en la tradición Soto.
En torno a su persona se conforma una enorme sangha, comienza a promover la fundación de dojos y a viajar dando conferencias y presidiendo sesshines en Europa, América Latina y el Caribe. Paralelamente a su actividad presencial, el maestro Kosen también le dedica parte de su tiempo al mondo en línea a través de su página web, respondiendo a las inquietudes sobre la disciplina Zen de personas de todo el mundo.
En 1997 publica su primer libro La revolución interior.  Posteriormente, en 1999, funda en Argentina, junto a sus discípulos, el templo Shobogenji, el primer templo de Budismo Zen de América Latina. Varios de los kusenes (enseñanzas del maestro zen durante zazen) dados por Thibaut durante los distintos períodos de retiro o campos de verano han sido compilados como libros posteriormente. 
De carácter alegre, inconformista, carente de estereotipos e iconoclasta, su forma de enseñanza, siempre divergente, se aleja de los dogmas. A lo largo de sus años de trayectoria, varios artistas y famosos se han convertido en sus discípulos, como es el caso de Toshiro Yamauchi, Diego Rafecas o uno de los hijos de Ernesto Che Guevara en Cuba.